# 程冠喬
程冠喬1991年9月23日—出生於台灣台北市是台灣直播主。

## 主持作品

### 電視節目
| 年 份                   | 頻 道 | 節 目        |
| 2020.06.13 ～2020.06.20 | 民視  | 《玩命街頭》 |